# Stará Bašta
Stará Bašta – wieś (obec) na Słowacji położona w kraju bańskobystrzyckim, w powiecie Rymawska Sobota. Pierwsze wzmianki o miejscowości pochodzą z roku 1455. 
Według danych z dnia 31 grudnia 2012, wieś zamieszkiwały 322 osoby, w tym 175 kobiet i 147 mężczyzn.
W 2001 roku pod względem narodowości i przynależności etnicznej 5,56% mieszkańców stanowili Słowacy, a 94,18% Węgrzy.
Ze względu na wyznawaną religię struktura mieszkańców kształtowała się w 2001 roku następująco:
- Katolicy rzymscy – 97,62%
- Ewangelicy – 0,53%
- Ateiści – 0,79%
- Nie podano – 0,26%